# Juana Josefina Cavasos Barnard

Statue von Juana Josefina Cavasos Barnard und ihrem Gatten Charles E. Barnard vor dem County Courthouse in Glen Rose (2014)

Juana Josefina Cavasos Barnard (geb. 24. Juni 1824 in Heroica Matamoros, Tamaulipas, Mexiko; gest. 1. Februar 1906 im Somervell County, Texas, Vereinigte Staaten von Amerika) war eine mexikanisch-amerikanische Pionierin, Gefangene der Comanchen und Sklavenhalterin.

## Leben
Juana Josefina Cavasos kam als Tochter von María Josefina Cavasos in Mexiko zur Welt. Ihre in Matamoros lebenden Eltern waren spanisch-italienischer Abstammung; einige Vorfahren lassen sich auf die Kanarischen Inseln zurückverfolgen. Juana Cavasos’ Großvater Narcisso Cavasos hatte noch unter spanischer Kolonialherrschaft umfangreiche Landrechte in der Provinz Texas im damaligen Vizekönigreich Neuspanien erhalten. Am 15. August 1844 begaben sich Comanchen auf einen Raubzug nahe des Rio Grande und führten Juana Cavaso als Gefangene mit. Laut eigenen Angaben war sie weniger als einen Monat lang in Händen der Indigenen, andere Quellen sprechen von bis zu drei Jahren. Als ihre Entführer einen Handelsposten am Tehuacana Creek nahe Waco besuchten, kaufte sie der aus Connecticut stammende Geschäftsinhaber George Barnard mit mehreren Pferden und Waren frei. Im Jahr 1848 heiratete Juana Cavaso Barnards Bruder Charles E., der vermutlich der erste europäische Siedler in der Region des heutigen Somervell County in Texas war. Aus der Ehe gingen 14 Kinder hervor, von denen sechs das Erwachsenenalter erreichten.
Die Barnards waren über Landbesitz, Handel und den Betrieb einer Getreidemühle zu einigem Wohlstand gelangt. Im Jahr 1849 eröffneten die Brüder gemeinsam eine Handelsstation für Geschäfte mit Indigenen. Juana Barnard berichtete später in ihren Erinnerungen, dass sie ihren Gatten im Handelsposten unterstützte, der für 15 bis 20 Jahre betrieben wurde. Im Jahr 1859 kaufte Charles den Anteil seines Bruders an diesem Geschäft. Zur gleichen Zeit zwang die Bundesregierung die Indigenen dazu, die Fort Belknap Indianerreservation zu verlassen und in das Indianerterritorium, das spätere Oklahoma zu übersiedeln. Aufgrund der zurückgehenden Kundschaft erbaute Charles E. Barnard 1859/60 eine Getreidemühle, die zum ersten Bauwerk von Glen Rose wurde. Wesentlich zur Durchführung des Bauprojekts war die Zwangsarbeit von Sklaven. Barnard zählte um 1860 zu den größten Sklavenhaltern in dieser Region mit einem geschätzten Gesamtvermögen von etwas über 110.000 US-Dollar (2025: ca. 504.430.000 US-Dollar). Auch Juana Barnard besaß zur Hilfe im Haushalt mindestens einen Sklaven. 
In den frühen 1870er Jahren verkaufte Barnard die Getreidemühle für 65000 US-Dollar. Das Vermögen der Familie schrumpfte in den 1890er Jahren; in ihren letzten Lebensjahren lebten Charles und Juana Barnard in einem kleinen Blockhaus. Nach dem Tod ihres Mannes verkaufte sie den restlichen Landbesitz von etwas über 80 Hektar an ihre Kinder. Im Jahr 1900 überlieferte sie ihre Lebensgeschichte mündlich an die Enkelin Verdie Barnard Allison, die den Text unter dem Titel My Life with the Indians veröffentlichte. Im Jahr 1906 starb Barnard eines natürlichen Todes.